# 17 personas
«17 personas» es el décimo octavo episodio de la segunda temporada de la serie de televisión de drama político estadounidense The West Wing. El episodio muestra a Josiah Bartlet, el presidente de los Estados Unidos, informando a su asistente Toby Ziegler de noticias alarmantes sobre la condición del presidente, así como a otros miembros del elenco que intentan reescribir un discurso humorístico que el presidente dará. El episodio fue generalmente elogiado por su intensidad, así como por su complejidad y marcado contraste entre las tramas. 

## Argumento
En el episodio anterior, titulado «El obstruccionista Stackhouse», el grupo se entera de que el vicepresidente John Hoynes realizó una encuesta de opinión sobre su propia favorabilidad después de denunciar públicamente a las compañías petroleras, con las que anteriormente se había conocido por ser cercano. Al comienzo de «17 personas», Toby se muestra confundido por estas acciones, pasando la noche en su oficina reflexionando sobre la pregunta mientras lanza una pelota de goma a la pared de su oficina. Toby finalmente llega a la conclusión de que Hoynes cree que el presidente Bartlet no se postulará para la reelección, lo cual es cierto: Bartlet había hecho un trato con su esposa Abbey, restringiéndolo a un período debido a su diagnóstico de esclerosis múltiple que ellos había ocultado al público. Leo McGarry y el presidente deciden informar a Toby de la enfermedad de Bartlet. Cuando se informa a Toby, la conversación se convierte en una pelea en el Despacho Oval, donde Toby reprocha al presidente por ocultar su enfermedad y tomar decisiones irresponsables a causa de ella.
Toby destaca un ejemplo de un episodio anterior, «El tercer debate de Bartlet sobre el estado de la Unión»: unas noches antes de que el presidente pronunciara su discurso del estado de la Unión, tuvo un ataque que lo dejó inconsciente mientras se producían varias crisis de seguridad nacional, causando confusión y falta de claridad en la cadena de mando. «Durante noventa minutos esa noche, hubo un golpe de Estado en este país», concluye Toby. El presidente responde igualmente enojado, acusando a Toby de discutir de mala fe y solo estar enojado porque había otras quince personas que supieron primero sobre el diagnóstico del presidente: su esposa, sus tres hijas, los seis médicos y radiólogos que participaron en el diagnóstico inicial, Leo McGarry, el vicepresidente, el presidente del Estado Mayor Conjunto y el anestesiólogo del Hospital de la Universidad George Washington que ayudó a operar al presidente después de que le dispararan en «A la sombra de dos pistoleros». Bartlet argumenta que tenía derecho a mantener en privado su enfermedad, a lo que Toby responde que los votantes tienen derecho a tomar una decisión informada al elegir a su líder. Bartlet se disculpa con Toby, comentando «No sé, puede haber sido increíblemente estúpido».
Mientras tanto, Sam Seaborn, Josh Lyman, Donna Moss y Ainsley Hayes, así como Ed y Larry, intentan reescribir un borrador del discurso del presidente en la Cena de Corresponsales de la Casa Blanca cuando se enteran de que los redactores de discursos de nivel inferior, como dijo Josh, «se olvidaron de traer lo gracioso». Los personajes intentan escribir mejores chistes, pero también se estancan. En medio de esto, Sam y Ainsley debaten la Enmienda de Igualdad de Derechos, o ERA, después de que él se entera de que ella irá a Smith College para participar en un panel sobre la enmienda. Los dos abordan una serie de temas, pero Ainsley gana el debate cuando argumenta que no necesita una enmienda constitucional para declararla igual a un hombre, diciendo que «Me mortifica descubrir que hay razones para creer que antes no estaba». Después de que Ainsley sale para buscar comida, Sam comenta que «podría haber respondido», pero que «ya había pasado a otras cosas».
Mientras tanto, Josh y Donna discuten después de que él le compra un ramo de flores, mientras Donna interpreta las flores como pasivo-agresivas. Josh explica que era su «aniversario», ya que Donna comenzó a trabajar para él en abril. Donna responde que comenzó a trabajar para él en febrero, pero Josh responde que lo dejó después de comenzar a trabajar en febrero para volver con su novio, quien la había dejado, y solo regresó en abril después de que los dos volvieron a separarse. Los dos pelean hasta que Donna revela que ella rompió con su novio la segunda vez, y no al revés, porque cuando Donna tuvo un accidente automovilístico, el novio se detuvo en su camino al hospital para encontrarse con algunos amigos por un rato para tomar una cerveza. Josh comenta que «si tuvieras un accidente, no me detendría a tomar una cerveza», a lo que Donna responde «si tuvieras un accidente, no me detendría por los semáforos en rojo».

## Reparto
- Martin Sheen como Josiah Bartlet, presidente de los Estados Unidos.
- John Spencer como Leo McGarry, jefe de gabinete de la Casa Blanca.
- Bradley Whitford como Josh Lyman, jefe adjunto de gabinete de la Casa Blanca.
- Janel Moloney como Donna Moss, asistente de Josh Lyman.
- Dulé Hill como Charlie Young, asistente personal del presidente.
- Richard Schiff como Toby Ziegler, director de comunicaciones de la Casa Blanca.
- Allison Janney como C. J. Cregg, la secretaria de prensa de la Casa Blanca.
- Rob Lowe como Sam Seaborn, director adjunto de comunicaciones de la Casa Blanca.

## Reacción
La recepción del episodio fue en general positiva. Steve Heisler, escribiendo para The A.V. Club, le dio al episodio una calificación de «A-» debajo del texto de su reseña y una «B» en la barra lateral del artículo, comentando que el programa destaca cómo The West Wing es «sobre las personas que se aman pero tienen problemas entre sí, y el drama se intensifica porque es POTUS». Heisler hace hincapié en la discusión entre Bartlet y Toby, comentando que, si bien está dividido entre los dos lados, está más de acuerdo con Toby y argumenta que ser presidente implica ceder algo de privacidad a los votantes. Heisler luego señala el contraste entre la trama de Bartlet/Toby y la otra subtrama. Heisler comentó que cuando las tramas se entrelazan, con Toby entrando en la habitación de Roosevelt, donde los otros miembros del grupo están probando bromas con él, mientras su mente está en las noticias que acaba de enterarse, «me rompió el corazón». El artículo terminó criticando la historia de Josh y Donna en el episodio, y Heisler bromeó diciendo que «pensé que Sorkin había aprendido la lección».
The Ringer incluyó el episodio en su lista de los 20 mejores episodios de botella en la historia de la televisión, clasificando el episodio en el séptimo lugar. El artículo elogió el alcance del episodio, escribiendo que «el episodio abarca toda la gama en términos de tono y apuestas». The Ringer calificó las líneas del guion de Aaron Sorkin como «clásicas», y terminó el artículo comentando que el episodio «captura las complejidades de los vínculos entre personajes agotados, apasionados y estresados que viven más o menos en la oficina».
The Guardian incluyó el episodio en su lista de los diez mejores episodios de The West Wing, comentando que el episodio fue «insoportablemente tenso» y destacando su enfoque.
Un «superfan» de The West Wing, llamado Jon White, creó un sitio web, «seventeenpeople.com», que presenta la trama y las complejidades del episodio, y cómo se entrelazan las distintas tramas. The Guardian, en un artículo separado, destacó la calidad de las ilustraciones y la profundidad del análisis del sitio. Cuando se le preguntó por qué White eligió ilustrar «17 personas», en lugar de un episodio más popular como «Dos catedrales», White explicó que básicamente se podía capturar la sensación del episodio leyendo el guion, mientras que «Dos catedrales» solo podía ser disfrutado viendo el episodio. El artículo anterior en The Ringer también presenta un enlace al sitio web de White.